# 活蝦刺身
活蝦刺身，是日本的一種刺身，使用活的日本對蝦作材料，廚師用很快的刀功除去蝦的腿、觸、頭、殼，以保持蝦在被吃時仍活著，通常吃的人會同時喝日本清酒。
但由於活蝦可能有肺吸蟲寄生，可能對食用者健康帶來嚴重的健康危害。
在泰國也有生吃活蝦的菜餚，但以淡水蝦為材料，健康風險更高。